# Paul Viktor Schmidt
Paul Viktor Schmidt, auch Paul Victor Schmidt (* 10. Mai 1847 in Borna; † 19. September 1909 in Dresden), war ein deutscher evangelisch-lutherischer Pfarrer und Autor.

## Leben und Wirken
Er war der Sohn des in Annaberg im Erzgebirge verstorbenen Seminardirektors Christian Friedrich Schmidt. Nach dem Theologiestudium an den Universitäten Leipzig und Tübingen und Promotion zum Dr. phil. war Schmidt ab 1871 Seminaroberlehrer in Plauen, Oschatz und Pirna. Seine erste Anstellung als evangelisch-lutherischer Pfarrer (Lic. theol.) erhielt er in Schöneck/Vogtl. 1888 wechselte er als Archidiakon an die Dreikönigskirche nach Dresden, wo er 1899 zum ersten Pfarrer aufstieg und insgesamt 21 Jahre bis zu seinem Tod durch einen Herzschlag im Amt blieb. Er verfasste eine Reihe theologischer Schriften.
Sein Sohn war der promovierte praktizierende Arzt Christian Viktor Schmidt.

## Werke (Auswahl)
- Handbuch der Kirchengeschichte, 1879; 2. Aufl. 1893.
- Aus vollem Herzen.  1883.
- Der Galaterbrief im Feuer der neuesten Kritik ... Ein Versuch. 1892.
- Ich glaube, darum rede ich. Predigten, patriotische Reden und Ansprachen. 1898.